# Metopius basarukini
Metopius basarukini là một loài tò vò trong họ Ichneumonidae.